# 生死速递
《生死速递》（英語：Life Express），香港剧情片，导演柯受良、杨世光，主演任贤齐、林心如、柯受良、江珊。

## 剧情
该片讲述台湾骨髓捐赠中心捐献一款骨髓给大陆患白血病的儿童“陆非”的感人故事。

## 演出
| 演员   | 角色   | 备注 |
| 任贤齐 | 高致远 |      |
| 林心如 | 孙欣欣 |      |
| 柯受良 | 吴信勇 |      |
| 江珊   | 罗娟   |      |
| 高曙光 | 李冲   |      |
| 刘慈航 | 陆非   |      |
| 杜威   | 陈建国 |      |

## 制作
任贤齐在台湾拍摄饰演的角色“高致远”飞车的过程中，保险公司不保。
该片是导演柯受良人生旅程里最后一部电影。